# 43724 Pechstein
43724 Pechstein este un asteroid din centura principală de asteroizi.

## Descriere
43724 Pechstein este un asteroid din centura principală de asteroizi. A fost descoperit pe 29 octombrie 1975 la Tautenburg de Freimut Börngen. Asteroidul prezintă o orbită caracterizată de o semiaxă mare de 2,47 ua, o excentricitate de 0,23 și o înclinație de 8,0° în raport cu ecliptica.